# Claude Kenneson
Claude Emile Kenneson (* 11. April 1935 in Port Arthur/Texas; † 9. Oktober 2013 in Edmonton/Alberta) war ein kanadischer Cellist und Musikpädagoge US-amerikanischer Herkunft.

## Leben
Kenneson hatte den ersten Cellounterricht im Alter von sechs Jahren bei Leon Woska. Er setzte seine Ausbildung an der University of Texas bei Horace Britt, am Berkshire Music Centre (1957) und bei Pablo Casals (1960) fort. Er lebte ab 1959 in Kanada und erhielt 1973 die kanadische Staatsbürgerschaft. Als Orchestermusiker spielte er im Vancouver Symphony Orchestra, im Winnipeg Symphony Orchestra, im Orchestre symphonique de Montréal und im Chautauqua Symphony Orchestra.
Mit der Geigerin Lea Foli und dem Bratschisten Gerald Stanick gründete Kenneson 1960 das Corydon String Trio. Von 1962 bis 1964 war er musikalischer Leiter des Royal Winnipeg Ballet. Ab 1965 unterrichtete er, zu Anfang als Assistent von Zoltán Székely, an der University of Alberta bis zu seiner Emeritierung 1990 und war dort 1969 Gründungsmitglied des University of Alberta String Quartet (mit den Geigern Thomas Rolston und Lawrence Fisher und dem Bratschisten Michael Bowie). Außerdem unterrichtete er an der Kato Havas Summer School in Dorset und in den 1970er und 1980er Jahren an der Banff School of Fine Arts und wirkte als Cellocoach bei den Orchestern der Canadian Festivals of Youth. Zu seinen Schülern zählen Mark Eeles, Shauna Rolston und Eric Wilson.
Als Rezitalist und Kammermusiker spielte Kenneson ein Cello von Vincenzo Ruggieri. Er unternahm Konzertreisen durch Nordamerika und Europa und trat im Hörfunk und Fernsehen der CBC, BBC und des PBS auf. Neben einem Cellolehrbuch und einer Biographie Székelys verfasste er Beiträge für Zeitschriften wie American String Teacher, Canadian Music Educator, Canadian String Teacher Notes, Chamber Music Quarterly, The Instrumentalist und The Strad und gab eine Sammlung von Cellosonaten Luigi Boccherinis heraus. Außerdem komponierte er Ballettmusiken, Vokalwerke und Werke für Instrumentalensembles.

## Schriften
- A Cellist's Guide to the New Approach, 1974
- Bibliography of Cello Ensemble Music, 1974
- Székely and Bartok: The story of a friendship, 1994
- Hrsg.: 32 Sonatas for Cello and Keyboard (von Luigi Boccherini)
- Hrsg.: Essay (von Jean-Louis Duport)